# Sankt Marien
Sankt Marien est une commune autrichienne du district de Linz-Land en Haute-Autriche.